# Bungou Stray Dogs – Bezpańscy literaci
Bungou Stray Dogs – Bezpańscy literaci (jap. 文豪ストレイドッグス Bungō sutorei doggusu) – manga napisana przez Kafkę Asagiri i zilustrowana przez Sango Harukawę. Kolejne rozdziały są publikowane w czasopiśmie Young Ace wydawnictwa Kadokawa Shoten od 2012 roku. 
Na podstawie mangi powstała adaptacja w formie anime, wykonana przez studio Bones, która była emitowana w 2016 roku. Powstał także film anime, przedstawienie teatralne oraz film aktorski.

## Fabuła
Atsushi Nakajima po wyrzuceniu z sierocińca trafia na detektywa Osamu Dazaia, próbującego popełnić samobójstwo. Ratuje on nieznajomego myśląc, że nie było to celowe działanie. Dzięki temu spotkaniu Nakajima dowiaduje się, że był wydalony ze swojego dotychczasowego miejsca pobytu z powodu swoich nadprzyrodzonych umiejętności. Dazai, także będący użytkownikiem jednej ze zdolności, zaprowadza go do Agencji, gdzie poznaje pozostałych członków tej organizacji, która wykorzystuje ich umiejętności do rozwiązywania rozmaitych problemów w mieście Jokohama. Atsushi wraz z Agencją stara się im sprostać i z czasem przekonuje się, jak ogromne zagrożenie stanowią.

## Bohaterowie
- Atsushi Nakajima (jap. 中島 敦 Nakajima Atsushi)

Seiyū: Yūto Uemura 
- Osamu Dazai (jap. 太宰 治 Dazai Osamu); zob. Osamu Dazai

Seiyū: Mamoru Miyano 
- Ryūnosuke Akutagawa (jap. 芥川 龍之介 Akutagawa Ryūnosuke); zob. Ryūnosuke Akutagawa

Seiyū: Kensho Ono 
- Akiko Yosano (jap. 与謝野 晶子 Yosano Akiko); zob. Akiko Yosano

Seiyū: Yu Shimamura 
- Naomi Tanizaki (jap. 谷崎 ナオミ Tanizaki Naomi)

Seiyū: Chiaki Omigawa 
- Yukichi Fukuzawa (jap. 福沢 諭吉 Fukuzawa Yukichi); zob. Yukichi Fukuzawa

Seiyū: Rikiya Koyama 
- Doppo Kunikida (jap. 国木田 独歩 Kunikida Doppo); zob. Doppo Kunikida

Seiyū: Yoshimasa Hosoya 
- Ranpo Edogawa (jap. 江戸川 乱歩 Edogawa Ranpo); zob. Ranpo Edogawa

Seiyū: Hiroshi Kamiya 
- Junichirō Tanizaki (jap. 谷崎 潤一郎 Tanizaki Jun'ichirō); zob. Jun’ichirō Tanizaki

Seiyū: Toshiyuki Toyonaga 
- Kenji Miyazawa (jap. 宮沢 賢治 Miyazawa Kenji); zob. Kenji Miyazawa

Seiyū: Hiroyuki Kagura 
- Motojirō Kajii (jap. 梶井 基次郎 Kajī Motojirō)

Seiyū: Wataru Hatano 
- Ichiyo Higuchi (jap. 樋口 一葉 Higuchi Ichiyō); zob. Ichiyō Higuchi

Seiyū: Asami Seto 
- Kyōka Izumi (jap. 泉 鏡花 Izumi Kyōka)

Seiyū: Sumire Morohoshi 
- Chūya Nakahara (jap. 中原 中也 Nakahara Chūya)

Seiyū: Kishō Taniyama 
- Kōyō Ozaki (jap. 尾崎 紅葉 Ozaki Kōyō); zob. Kōyō Ozaki

Seiyū: Ami Koshimizu 
- Margaret Mitchell (jap. マーガレット・ミッチェル Māgaretto Mitcheru); zob. Margaret Mitchell

Seiyū: Kaori Nazuka 
- Nathaniel Hawthorne (jap. ナサニエル・ホーソーン Nasanieru Hōsōn); zob. Nathaniel Hawthorne

Seiyū: Tarusuke Shingaki 
- John Steinbeck (jap. ジョン・スタインベック Jon Sutainbekku); zob. John Steinbeck

Seiyū: Kengo Kawanishi 
- Howard Phillips Lovecraft (jap. ハワード・フィリップス・ラヴクラフト Hawādo Firippusu Ravukurafuto); zob. H.P. Lovecraft

Seiyū: Shunsuke Takeuchi 
- Mark Twain (jap. マーク・トウェイン Māku Tōein); zob. Mark Twain

Seiyū: Hiroyuki Yoshino 
- Kyūsaku Yumeno (jap. 夢野 久作 Yumeno Kyūsaku)

Seiyū: Haruka Kudō 
- Herman Melville (jap. ハーマン・メルビル Hāman Merubiru); zob. Herman Melville

Seiyū: Takayuki Sugo 
- Shōsaku Katsura (jap. 桂正作 Katsura Shōsaku)

Seiyū: Masakazu Morita 
- Aya Kōda (jap. 幸田 文 Kōda Aya); zob. Aya Kōda

Seiyū: Minako Kotobuki 
- Katai Tayama (jap. 田山 花袋 Tayama Katai)); zob. Katai Tayama

Seiyū: Ken’ichi Suzumura 
- Shirase (jap. 白瀬)

Seiyū: Masaaki Mizunaka 
- Yuan (jap. 柚杏)

Seiyū: Yuuna Mimura 
- Elise (jap. エリス)

Seiyū: Sora Amamiya 
- Ōgai Mori (jap. 森 鴎外 Mori Ōgai); zob. Ōgai Mori

Seiyū: Mitsuru Miyamoto 
- Francis Scott Key Fitzgerald (jap. フランシス・スコット・キー・フィッツジェラルド Furanshisu Sukotto Kī Fittsujerarudo); zob. Francis Scott Fitzgerald

Seiyū: Takahiro Sakurai 
- Edgar Allan Poe (jap. エドガー・アラン・ポオ Edogā Aran Pō); zob. Edgar Allan Poe

Seiyū: Toshiyuki Morikawa 
- Lucy Maud Montgomery (jap. ルーシー・モード・モンゴメリ Rūshī Mōdo Mongomeri); zob. Lucy Maud Montgomery

Seiyū: Kana Hanazawa 
- Louisa May Alcott (jap. ルイーザ・メイ・オルコット Ruīza Mei Orukotto); zob. Louisa May Alcott

Seiyū: Hikaru Ueda 
- Ango Sakaguchi (jap. 坂口 安吾 Sakaguchi Ango); zob.

Seiyū: Jun Fukuyama 
- Fiodor Dostojewski (jap. フョードル・ドストエフスキー Fuyōdoru Dosutoefusukī); zob. Fiodor Dostojewski

Seiyū: Akira Ishida 

## Manga
Manga napisana została przez Kafkę Asagiri i zilustrowana przez Sango Harukawę. Kolejne rozdziały są publikowane w czasopiśmie Young Ace wydawnictwa Kadokawa Shoten od 2012 roku. Tom szesnasty został wydany także w edycji specjalnej, do której dołączono 35 kolorowych ilustracji.
W Polsce seria została zlicencjonowana przez wydawnictwo Waneko.
| Nr | Język japoński      | Język japoński         | Język polski      | Język polski           |
| Nr | Data wydania        | ISBN                   | Data wydania      | ISBN                   |
| -- | ------------------- | ---------------------- | ----------------- | ---------------------- |
| 1  | 2 kwietnia 2013     | ISBN 978-4-04-120673-7 | 16 stycznia 2017  | ISBN 978-83-8096-144-9 |
| 2  | 1 sierpnia 2013     | ISBN 978-4-04-120835-9 | 15 marca 2017     | ISBN 978-83-8096-145-6 |
| 3  | 4 grudnia 2013      | ISBN 978-4-04-120952-3 | 15 maja 2017      | ISBN 978-83-8096-146-3 |
| 4  | 4 kwietnia 2014     | ISBN 978-4-04-121093-2 | 14 lipca 2017     | ISBN 978-83-8096-147-0 |
| 5  | 4 sierpnia 2014     | ISBN 978-4-04-101539-1 | 15 września 2017  | ISBN 978-83-8096-148-7 |
| 6  | 4 grudnia 2014      | ISBN 978-4-04-101540-7 | 15 listopada 2017 | ISBN 978-83-8096-149-4 |
| 7  | 2 maja 2015         | ISBN 978-4-04-102915-2 | 15 stycznia 2018  | ISBN 978-83-8096-150-0 |
| 8  | 4 września 2015     | ISBN 978-4-04-102916-9 | 15 marca 2018     | ISBN 978-83-8096-151-7 |
| 9  | 29 grudnia 2015     | ISBN 978-4-04-102917-6 | 15 maja 2018      | ISBN 978-83-8096-152-4 |
| 10 | 4 czerwca 2016      | ISBN 978-4-04-104283-0 | 16 lipca 2018     | ISBN 978-83-8096-153-1 |
| 11 | 4 października 2016 | ISBN 978-4-04-104286-1 | 14 września 2018  | ISBN 978-83-8096-154-8 |
| 12 | 4 kwietnia 2017     | ISBN 978-4-04-104287-8 | 15 listopada 2018 | ISBN 978-83-8096-155-5 |
| 13 | 4 sierpnia 2017     | ISBN 978-4-04-105041-5 | 15 stycznia 2019  | ISBN 978-83-8096-443-3 |
| 14 | 4 grudnia 2017      | ISBN 978-4-04-106394-1 | 14 marca 2019     | ISBN 978-83-8096-574-4 |
| 15 | 4 czerwca 2018      | ISBN 978-4-04-106935-6 | 15 maja 2019      | ISBN 978-83-8096-575-1 |
| 16 | 4 grudnia 2018      | ISBN 978-4-04-107310-0 | 15 lipca 2019     | ISBN 978-83-8096-576-8 |
| 17 | 1 maja 2019         | ISBN 978-4-04-108133-4 | 16 września 2019  | ISBN 978-83-8096-577-5 |
| 18 | 28 grudnia 2019     | ISBN 978-4-04-108134-1 | 17 kwietnia 2020  | ISBN 978-83-8096-578-2 |
| 19 | 3 lipca 2020        | ISBN 978-4-04-109470-9 | 6 listopada 2020  | ISBN 978-83-8096-512-6 |
| 20 | 4 grudnia 2020      | ISBN 978-4-04-109471-6 | 8 kwietnia 2021   | ISBN 978-83-8096-969-8 |
| 21 | 3 sierpnia 2021     | ISBN 978-4-04-111355-4 | 15 lutego 2022    | ISBN 978-83-8242-20-47 |
| 22 | 4 marca 2022        | ISBN 978-4-04-112192-4 | 19 grudnia 2022   | ISBN 978-83-8242-205-4 |

### Bungō Stray Dogs wan!
Powstaje także seria mangi będąca spinoffem serii, zatytułowana Bungō Stray Dogs wan! (jap. 文豪ストレイドッグス わん！ Bungō sutoreidoggusu wan!). Na podstawie scenariusza Kafki Asagiri i projektów postaci Sango Harukawy rysunki wykonuje Kanai Neko. Kolejne rozdziały ukazują się w internetowym magazynie „Young Ace Up” od 22 grudnia 2015 roku. 
| Nr | Data wydania (język japoński) | ISBN (język japoński)  |
| -- | ----------------------------- | ---------------------- |
| 1  | 4 października 2016           | ISBN 978-4-04-104806-1 |
| 2  | 4 kwietnia 2017               | ISBN 978-4-04-105542-7 |
| 3  | 4 września 2017               | ISBN 978-4-04-106090-2 |
| 4  | 4 czerwca 2018                | ISBN 978-4-04-106939-4 |
| 5  | 1 maja 2019                   | ISBN 978-4-04-108127-3 |
| 6  | 28 grudnia 2019               | ISBN 978-4-04-108128-0 |
| 7  | 28 grudnia 2020               | ISBN 978-4-04-110928-1 |
| 8  | 26 stycznia 2021              | ISBN 978-4-04-110927-4 |

### Bungō Stray Dogs: Dead Apple
Powstała także seria Bungō Stray Dogs: Dead Apple (jap. 文豪ストレイドッグス　DEAD　APPLE), będąca adaptacją filmu pełnometrażowego o tym samym tytule. Autorem tej adaptacji jest Ganjii, a kolejne rozdziały ukazywały się od marca 2018 roku w czasopiśmie internetowym „Young Ace Up”. Wydawanie kolejnych rozdziałów zostało zawieszone pomiędzy majem a sierpniem 2020 roku. Tomik trzeci, wydany 4 marca 2021 roku, zawiera informacje, że adaptacja zakończy się wraz z czwartym tomem. W Polsce licencję na wydanie mangi wykupiło Waneko.
| Nr | Język japoński  | Język japoński         | Język polski         | Język polski           |
| Nr | Data wydania    | ISBN                   | Data wydania         | ISBN                   |
| -- | --------------- | ---------------------- | -------------------- | ---------------------- |
| 1  | 10 marca 2018   | ISBN 978-4-04-106554-9 | 15 czerwca 2021      | ISBN 978-83-8096-999-5 |
| 2  | 2 maja 2019     | ISBN 978-4-04-107290-5 | 15 października 2021 | ISBN 978-83-8096-972-8 |
| 3  | 4 marca 2021    | ISBN 978-4-04-107291-2 | 16 lutego 2022       | ISBN 978-83-8242-155-2 |
| 4  | 4 sierpnia 2023 | ISBN 978-4-04-112383-6 | 6 czerwca 2024       | ISBN 978-83-8242-815-5 |

## Anime
W sierpniu 2015 roku ogłoszono powstawanie adaptacji mangi w formie anime. Za produkcję serii odpowiedzialne jest studio Bones; za reżyserię odpowiedzialny jest Takuya Igarashi, a za scenariusze Yōji Enokido. Dyrektorami animacji są Nobuhiro Arai oraz Hiroshi Kanno. Za projekty postaci odpowiedzialni są Ryō Hirata oraz Nobuhiro Arai. Muzykę skomponował Taku Iwasaki.
W marcu 2016 roku poinformowano, że seria anime zostanie podzielona na dwie części. Pierwsza z nich, składająca się z 12 odcinków, będzie miała swoją premierę na kanale Tokyo MX i kanałach pokrewnych od 7 kwietnia 2016. Druga część serii (od odcinka 13.), również składająca się z 12 odcinków, miała swoją premierę na kanale Tokyo MX oraz WOWOW od 6 października 2016.
Z serią związany jest także odcinek OVA, który wydano 4 sierpnia 2017 dołączając go do limitowanej edycji 13. tomu mangi. 
21 lipca 2018 roku ogłoszono powstawanie trzeciej serii anime. Produkcją serii ponownie zajęło się studio Bones, a serię wyprodukowała ta sama obsada produkcyjna. Aktorzy również powrócili do swoich ról. Premiera trzeciej serii odbyła się 12 kwietnia 2019 roku na Tokyo MX; odcinki emitowane były później także na TVA, KBS, SUN, BS11 oraz Wowow.

### Muzyka
| Seria          | Tytuł                                  | Wykonawcy   | Źródło   |          |
| Czołówka       | Czołówka                               | Czołówka    | Czołówka | Czołówka |
| -------------- | -------------------------------------- | ----------- | -------- | -------- |
| 1              | „Trash Candy”                          | Granrodeo   | [ 76 ]   |          |
| 2              | „Reason Living”                        | Screen Mode | [ 84 ]   |          |
| 3              | „Setsuna no ai” (jap. セツナの愛)      | Granrodeo   | [ 85 ]   |          |
| Napisy końcowe |                                        |             |          |          |
| 1              | „Namae wo yobu yo” (jap. 名前を呼ぶよ) | Luck Life   | [ 86 ]   |          |
| 2              | Kaze ga fuku machi” (jap. 風が吹く街)  | Luck Life   | [ 87 ]   |          |
| 3              | „Lily”                                 | Luck Life   | [ 85 ]   |          |

### Filmy anime
19 lutego 2017 ogłoszono powstawanie filmu animowanego związanego z mangą. Film został zatytułowany Bungō Stray Dogs: Dead Apple (jap. 文豪ストレイドッグス デッドアップル Bungō sutorei doggusu deddo appuru). Film miał swoją premierę 3 marca 2018 roku. Obsada anime powróciła do swoich ról.

## Film live action
W lipcu 2019 roku ogłoszono powstawanie filmu aktorskiego, którego fabuła ma opierać się na scenariuszu przedstawienia teatralnego.